# The World Factbook
The World Factbook er en årlig udgivelse fra Central Intelligence Agency (CIA), som er en del af USA's efterretningstjeneste. Den giver grundlæggende information om alle stater, som er anerkendt som selvstændige af USA. Hvert land er dækket over to–tre sider, som opgiver data om demografi, beliggenhed, telekommunikation, myndigheder, industri, militær styrke osv.
Den bliver produceret til embedsmænd i USA's administration. Indholdet og måden det fremlægges på er valgt ud fra deres behov.